# Hermenegildo Gorría
Hermenegildo Gorría y Royán (Huesca, 1843 – Barcelona, 3 de enero de 1920) fue un ingeniero agrónomo y enólogo español, autor de varias obras escritas. Llegó a pertenecer a varias instituciones académicas, como la Real Academia de Ciencias y Artes de Barcelona.

## Biografía
Nació en 1843 en ciudad de Huesca. Años después se trasladó a Madrid, donde realizó estudios de ingeniería.
Gorría se especializó como ingeniero agrónomo, destacando también en el campo de la enología. Desarrolló la mayor parte de su carrera profesional en Barcelona, donde fue docente e impartió algunas cátedras en la facultad de Ciencias. Llegó a ser director de la estación vitícola y enológica de Tarragona, dirigiendo además las Escuelas Agrícolas de Barcelona y Madrid. Como ingeniero también destacaría en otras áreas. Por ejemplo, en su haber estuvo el diseño del edificio de viajeros de la estación de Alcañiz. Al margen de su actividad profesional, Hermenegildo Gorría fue autor de varias obras escritas. Sus libros e investigaciones se especializaron en los problemas hidrológicos y agrónomos.
A lo largo de su vida también fue miembro de algunas instituciones científicas. Gorría fue elegido miembro de la Real Academia de Ciencias y Artes de Barcelona en 1905, leyendo su discurso de entrada —titulado Importancia de la hidráulica aplicada— el 17 de mayo de 1906. Junto a otros miembros destacados, como Casimir Brugués y Guillermo de Boladeres, Hermenegildo Gorría tuvo un importante papel en la revalorización de la agronomía como una de las secciones de la Academia.

## Obras
- Importancia de la hidráulica aplicada (1906).
- Los fermentos de la tierra y la alimentación vegetal (1907).
- Aplicación a la electricidad a la agricultura (1908).
- Industria sedera en España (1913).
- De la maquinaria agrícola, especialmente del arado y las labores profundas del terreno (1915).
- El cultivo y aprovechamiento de los terrenos de secano en España (1917).
- Progresos modernos en agronomía (1918).